# Semboku
Semboku (jap. 仙北市 Semboku-shi, alternative Romanisierung Senboku-shi) ist eine Stadt in der Präfektur Akita auf Honshū, der Hauptinsel von Japan.

## Geographie
Semboku liegt östlich von Akita und westlich von Morioka.
Das Ōu-Gebirge mit dem 1.637 m hohen Akita-Komagatake und dem 1.366 m hohen Akita-Yake-yama liegt ostwärts der Stadt. Der Omono durchfließt die Stadt.

## Geschichte
Die Stadt wurde am 20. September 2005 aus den Gemeinden Kakunodate (角館町, -machi), Tazawako (田沢湖町, -machi), sowie dem Dorf Nishiki (西木村, -mura) des Landkreises Semboku gegründet.

## Sehenswürdigkeiten
- Tazawa-See

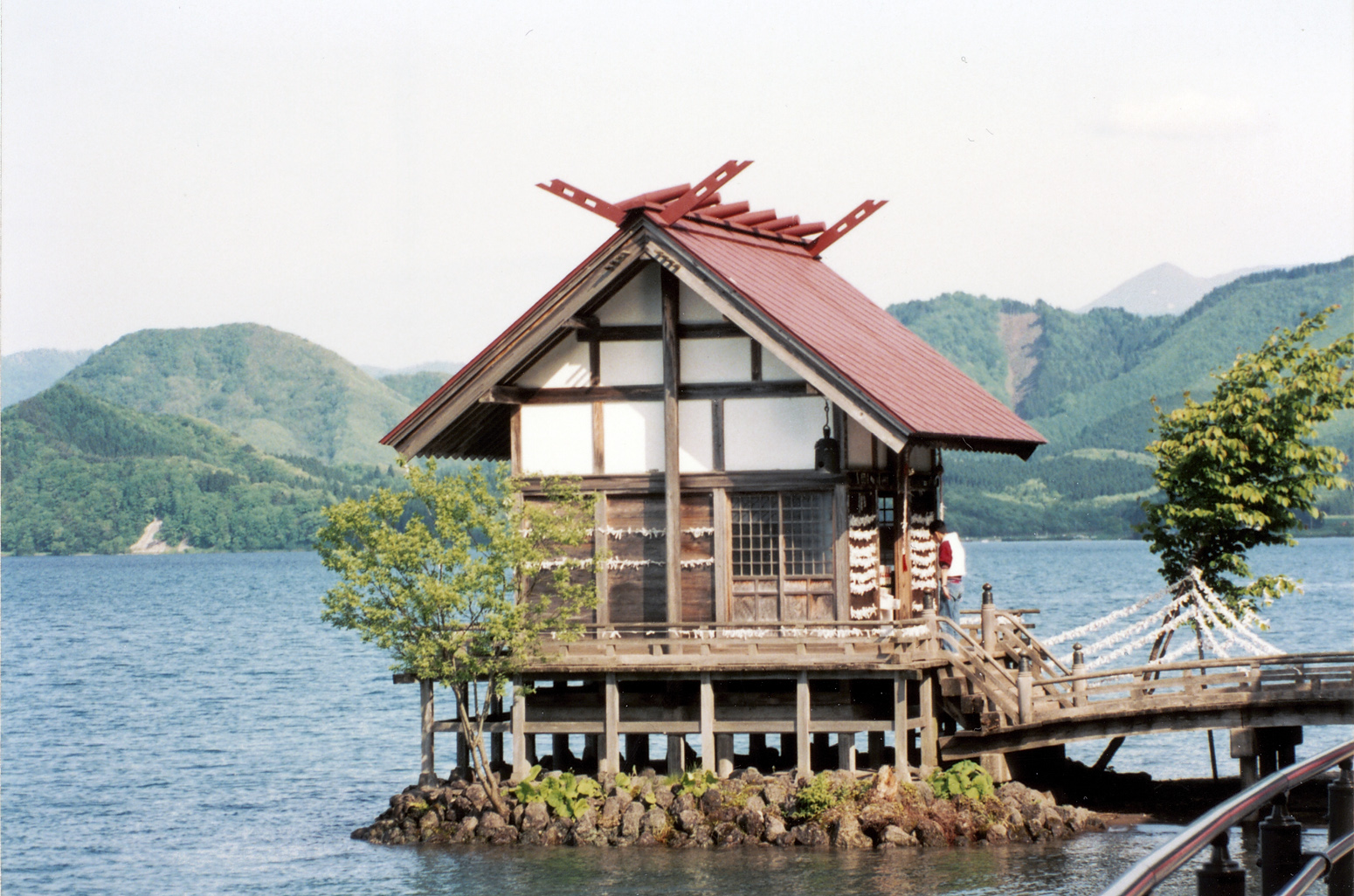
Tazawa-See

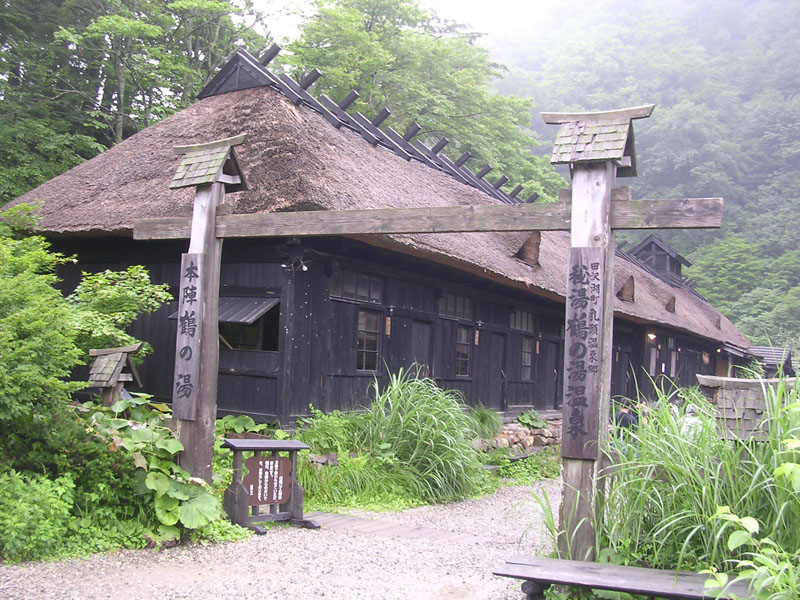
Tsuru-no-Yu-Onsen

- Nyūtō Onsenkyō (乳頭温泉郷): ein Gebiet mit mehreren heißen Quellen, wobei davon die Tsuru-no-Yu-Onsen (鶴の湯温泉) die bekannteste ist

## Verkehr
- Straße:
  - Nationalstraßen 46, 105, 341
- Zug:
  - JR Akita-Shinkansen
  - JR Tazawako-Linie

## Söhne und Töchter der Stadt
- Norihisa Satake (* 1947 im damaligen Kakunodate), japanischer Politiker
- Tomiki Kenji (1900–1979 im damaligen Kakunodate), japanischer Aikidō-Lehrer

## Angrenzende Städte und Gemeinden
- Präfektur Akita
  - Kita-Akita
  - Akita
  - Daisen
  - Kazuno
- Präfektur Iwate
  - Hachimantai
  - Shizukuishi
  - Nishiwaga

## Städtepartnerschaften
- Ōmura, Japan, seit 1979

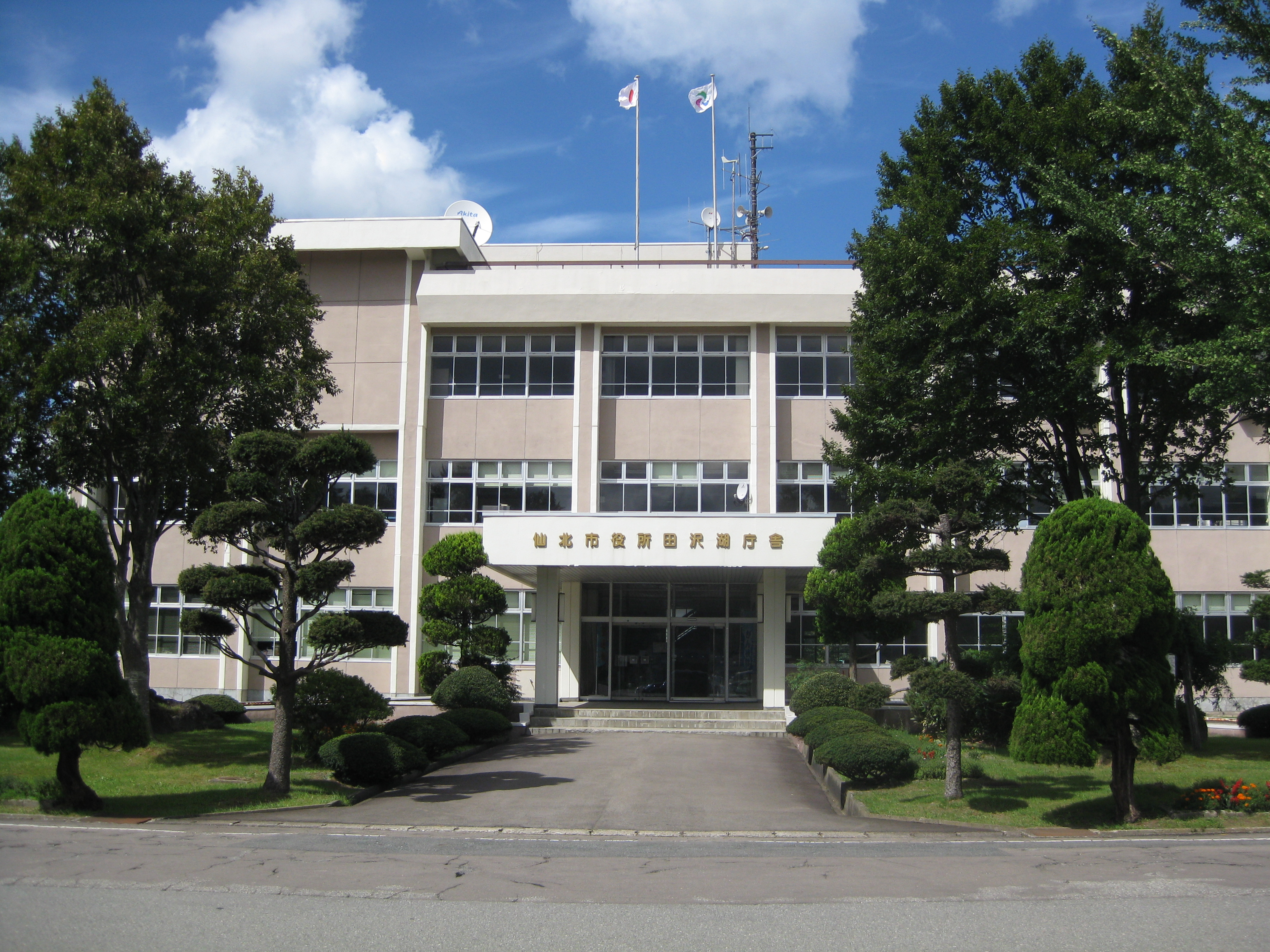
Rathaus

- Sanuki, Japan, seit 1996
- Shinjō, Japan, seit 1996
- Takahagi, Japan, seit 1996
- Hitachi-Ōta, Japan, seit 1998